# Таубер, Екатерина Леонидовна
Екатери́на Леони́довна Та́убер (3 декабря 1903, Харьков — 6 ноября 1987, Мужен) — русская поэтесса и прозаик, критик.

## Биография
Дочь юриста Леонида Яковлевича Таубера, доцента Харьковского университета. Дед — юрист Таубер Яков Самуилович. Стихи начала писать в семь лет.
В 17 лет вместе с семьёй эмигрировала в Белград. Там она поступила на французское отделение философского факультета, окончив его в 1928. После окончания учёбы Таубер четыре года преподавала в сербской школе, где вела французский, немецкий языки и русскую литературу. Она также активно участвовала в литературном кружке «Литературная среда» (Белград).
Её стихи стали публиковать только после 1927 года; они печатались в журналах «Ступени» (Белград), «Воля России» (Прага), «Журнале содружества» (Выборг), «Современные записки» (Париж), сборниках «Зодчий» (Белград), «Перекрёстки» и «Сборник стихов Союза молодых поэтов и писателей» (Париж). Вместе с И. Н. Голенищевым-Кутузовым и А. П. Дураковым участвовала как переводчик в «Антологии новой югославянской лирики» (Белград, 1933).
Её талант заметили многие, Г. Адамович положительно отзывался о её творчестве.
Первый сборник стихотворений Таубер вышел только в 1935 году в Берлине.
В белградский период Таубер начала писать рассказы, в печати они появлялись на протяжении тридцати лет в таких изданиях, как «Русский альманах», «Новый журнал», «Мосты» и т. д.
В 1936 вышла замуж за Константина Ставрова и переселилась на Ривьеру. После войны 16 лет работала учительницей русского языка в Каннах. В это время в круг её общения входили И. Бунин, Б. Зайцев, Д. Кленовский.
Таубер вела активную литературную жизнь, писала критические статьи преимущественно об эмигрантах: В. Булич, А. Присмановой, Л. Алексеевой, О. Можайской, Т. Величковской и других.
Выйдя замуж, Таубер иногда подписывала свои произведения двойной фамилией: Таубер-Ставрова.
В возрасте 84 лет Таубер умерла 6 ноября 1987 года в Мужене.
Стихи Таубер говорят о постоянном, тщательном поиске верного слова. Она сознаёт милость, тяжесть и ответственность поэтического дара. Исходным пунктом для неё всегда являются душевные переживания и борьба с собой за приятие своей судьбы.

## Сочинения

### Стихи
- Одиночество. Берлин, 1935.
- Под сенью оливы. Париж, 1948.
- Плечо с плечом. Париж, 1955.
- Нездешний дом. Мюнхен, 1973.
- Верность. Париж, 1984.

### Рассказы
- Возвращение // Новый Журнал. 1955. № 42.
- У порога // Новый Журнал. 1958. № 53.
- Сосны молодости // Новый Журнал. 1960. № 59.
- Чужие // Новый Журнал. 1962. № 70.
- Аннушка // Новый Журнал. 1967. № 89.
- Сёстры // Новый Журнал. 1982. № 148.

### Статьи
- В пути находящиеся: О творчестве Бориса Зайцева // Грани. 1957. № 33.
- Розы или рожь?: Памяти Анны Присмановой // Новый Журнал. 1961. № 164.
- Неукротимая совесть: О поэзии Анны Ахматовой // Грани. 1963. № 53.
- «Матренин двор» А. Солженицына и «Живые мощи» И. Тургенева // Грани. 1964. № 55.
- Годы дружбы с М. Иванниковым // Новый Журнал. 1969. № 96.
- О поэзии Ольги Анстей // Новый Журнал. 1986. № 163.